# 羅德 (變形金剛)
火棒（Hot Rod，日版名稱ホットロディマス）是一位來自《變形金剛》系列作品的虛構角色，最早以主角的身分登場於《變形金剛大電影》(Transformers：the Movie)中。在各種不同媒體中出現，通常是博派(Autobot)中的年輕成員，身體特徵包括深紅色和黃色為主的配色、背上有巨大的黃色V形尾翼、並有鮮豔的火焰塗裝、個性衝動、熱血。

## 至尊
火棒在部分的世界觀中會因為母體的影響而升級為洛迪文（通常稱為Rodimus Prime，日版名稱ホットロディマスコンボイ，意即Hot Rodimus Convoy）。
在G1的設定中，如此介紹羅迪至尊：
「洛迪文，博派的指導者，也是一名在戰鬥中勇敢至極的戰士。談吐中伴隨著經驗豐富的老手才有的智慧。在戰鬥中也是個射擊高手跟專業的戰術家，在必要的時刻力量就會爆發出來。行動總是擺於第一順位，而別人對他的疑問總是在事情解決後再說。機器人形態時裝備著高電流的光子散發器，最高時數每小時200英里(320公里)、射程500英里(800公里)。他唯一的目的是為了保護所有的生命，而他唯一的弱點就是對其他生物的憐憫心。」
出現火棒或羅迪至尊的作品有像是2001年的《變形金剛：超能連結》、2008年的《變形金剛進化版》等等，而在IDW2005的漫畫中則有相對深刻的描寫。

## 動畫

### G1系列(Sunbow世界觀)
在G1系列中，火棒最早出現在1986年上映的《變形金剛大電影》中做為主角出現，個性塑造上，火棒是博派(Autobot)中純正的美國少年，有著成為英雄般的夢想的典型青春期特徵，他總是不愛遵守規則而且認為沒有什麼不好，但他的衝動行為經常帶給他一大堆麻煩。他的武器裝備是兩隻手臂上的光子雷射槍，彈藥時速為120英里(190公里)、射程達到4英里(6.4公里)，並能夠帶給敵人的電子迴路暫時短路。雖然他的個性可能很暴躁，但他也是出於好意，是個值得讚賞的小夥子也是個勇敢而高貴的戰士。
在G1系列中出場時，火棒的變形形態是一輛賽博坦(Cybertron)跑車，駐紮在博派位於地球的博派城市(Autobot City)中。

#### 變形金剛大電影(Transformers: The Movie)
在2005年的某一天，火棒原本與博派的人類搭檔史派克‧維特維奇(Spark Witwicky)的兒子丹尼爾‧維特維奇(Daniel Witwicky)在河邊釣魚，注意到博派的太空船即將降落，準備前往歡迎，但他們後來注意到太空船上面有個破洞，才發現到原來太空船已經被狂派給佔領，密卡登(Megatron)發動突襲，讓博派陷入苦戰，雖然博派有足夠的時間將博派基地─博派城市(Autobot City)變形並升起防衛線，但由於火力上的不足，所以防禦效果不彰。後來柯博文(Optimus Prime)跟恐龍巴特緊急前來救援，成功的給予博派們一針強心劑，在後來的這場攻防戰中，柯博文給予狂派重大的傷害，也跟密卡登(Megatron)展開了最後一場生死之鬥。在這場決鬥中，火棒試圖介入阻止密卡登的偷襲計畫，但卻只給了密卡登有機會給予柯博文致命的重傷。後來狂派撤退，柯博文臨死前打算將原能矩陣(Leader Matrix)交給馬格斯，但由於柯博文已經在死亡邊緣，所以領袖矩陣在交接時不小心落下，被火棒親手接住，此時原能矩陣發出了閃耀的光芒，火棒便將原能矩陣交給了馬格斯。隨後柯博文便斷了氣，使眾人彌漫在悲傷之中。
在電影的後半時，火棒帶著一行人回到了賽博坦星，並從宇宙大帝(Unicron)的眼睛闖入了他的體內。火棒在與其他人走散之後遇見了同樣被吞到宇宙大帝體內的格威龍(Galvatron)，並且發生了戰鬥。最後火棒取得了領袖矩陣並且進化成了洛迪文(Rodimus Prime)，在將格威龍扔到太空之後，洛迪文拉開了領袖矩陣，使得智慧的光芒開始照射著宇宙大帝的體內、造成了嚴重的傷害。在洛迪文一行人逃出了他的身體之後，他的身體便爆炸了，留下了一顆頭顱漂浮於賽博坦的衛星軌道上。而洛迪文則接任了博派領導者的位置。

#### 第三季
洛迪文曾一度把原能矩陣歸還給被昆塔莎星人甦醒用以作為消滅博派的柯博文而恢復成為火棒。但是柯博文在一場與羅德戰鬥之後恢復意識，並且把原能矩陣放回洛迪文的胸口中，一個人開著太空船衝向昆塔莎星人的陷阱中。
在最後兩集的時候，由於洛迪文等人被憎恨之黑死病感染，殘存的博派成員救了一位沒有被感染的昆塔莎星人，請他把柯博文復活。柯博文復活之後與洛迪文發生戰鬥，並順利的取回了原能矩陣。(因為原能矩陣被取走的關係，洛迪文恢復成了火棒。)並於原能矩陣中神遊以尋找解決憎恨之黑死病的答案，醒來之後用原能矩陣的光芒照耀宇宙而順利的消滅了憎恨之黑死病。

#### 第四季
火棒在第四季中成為了標靶戰士(Target Master)，搭檔為代號Firebolt的史巴克斯教授(Prof. Sparks)。

#### 日版世界觀
在G1動畫的後續，美國和日本推出的續作開始發生故事、角色甚至設定上的分歧，此處列出一些在情節尚有差異的部分。

##### 頭領戰士
火棒再度取得領袖矩陣，並升級成為洛迪文。此時柯博文為了阻止賽博坦的主電腦Vector Sigma之暴走而死，因此總司令官的位置再度由洛迪文接任。
之後由於狂派的計劃而造成了賽博坦的毀滅。洛迪文為了尋找新的故鄉而帶著杯子(Kup)與囉嗦(Blurr)一起踏上旅途。

##### 頭領戰士漫畫
劇中並沒有提及柯博文的死亡或是賽博坦星的毀滅。但是火棒卻是以洛迪文的造型出現，也同樣踏上了尋找新家園的旅程，不過在最後一集的時候回到地球找丹尼爾。

### Transformers: Universe
在Beast Wars的年代，火棒經過「強大獸升級」而成為了洛迪文(Rodimus)，一同與強大獸的戰士們和Vehicons展開戰鬥。

### 邪神三部曲/微型三部曲
邪神三部曲是對在2000年初由日方主導製作的三部變形金剛電視動畫作品的稱呼，如下所列：
| 播映年分 | 日文原標題 | 中文標題 | 美國標題 |
| -------- | --- | --- | --- |
| 2003     | 超ロボット生命体トランスフォーマー マイクロン伝説                                                                                      | 變形金剛：微型傳說/變形金剛：雷霆艦隊/變形金剛：艦隊系列                                                                               | Transformers: Armanda |
| 2004     | トランスフォーマー スーパーリンク | 變形金剛：超能連結/變形金剛：超能量爭霸戰                                                                                              | Transformers：Energon |
| 2005     | トランスフォーマー ギャラクシーフォース                                                                                                | 變形金剛：銀河之力 | Transformers: Cybertron |
| 註記     | 邪神三部曲是美版的設定，在日版中只有《微型傳說》和《超能連結》是有關連的故事，銀河原力是完全獨立制作的新篇章、與前兩作在劇情上和無關。 | 邪神三部曲是美版的設定，在日版中只有《微型傳說》和《超能連結》是有關連的故事，銀河原力是完全獨立制作的新篇章、與前兩作在劇情上和無關。 | 邪神三部曲是美版的設定，在日版中只有《微型傳說》和《超能連結》是有關連的故事，銀河原力是完全獨立制作的新篇章、與前兩作在劇情上和無關。 |

#### 變形金剛：微型傳說
在2003年的《變形金剛：微型傳說》中，日版名稱的火棒(ホットロッド)的名字即使採用和G1動畫中同名，寫作「Hot Rod」，但是在美版，因為當時孩之寶失去了「Hot Rod」這個名字的版權，所以給予了同一個腳色一個新的名字，「Hot Shot」，中文通常翻譯成「激射」。此角色是博派中最年少的戰士，行事衝動，繼承了G1中還未當上總司令官的羅德的角色印象，身體以黃色為主色，頭部造型類似安全帽、並可以降下眼罩，背後的輪軸可以旋轉90°後升起、成為火箭炮。載具型態是一輛跑車。在日版的配音由岡野浩介擔任。

#### 變形金剛：超能連結
在2004年的續作《變形金剛：超能連結》中，日版的火棒從「Hot Rod」改名為「Hot Shot」(美版未改變名稱)，造型和前作略有不同，配音也改由鳥海浩輔擔任。
但是在超能連結中登場了另一個角色，「Rodimus Convoy」，日文寫作，但美版翻譯僅為「Rodimus」，並未對應「Convoy」而有「Prime」的後綴詞，和G1動畫中的「Rodimus Prime」不同，此角色在形象、長相、配色、地位上都更接近G1動畫中的洛迪文，應為其在本世界觀中之呈現，而非前述的激射。在動畫中是數萬年前和柯博文一起戰鬥的同伴，但和柯博文對於能量晶體的態度有些不一致而分裂、帶領其追隨者自成一派。日文版由置鮎龍太郎擔任配音，臺灣版則是由曹冀魯擔任其配音。

#### 變形金剛：銀河之力
在2005年的《變形金剛：銀河原力》中，雖然日本無此設定，但是其中的角色艾克西里昂(Exilion)在美版中被視為再次升級的Hot Shot。

### 變形金剛進化版(Transformers: Animated)
在2007年播放到2010年的《變形金剛進化版》中，初登場已是洛迪文(Rodimus Prime)，不過在本作中「Prime」的頭銜並非屬於博派最高領袖，僅僅是一支小隊隊長。主要武器是一把雙管能量弓箭，雅典娜小隊隊長，手下有鐵皮(Ironhide)、大漢(Brawn)、激射(Hot Shot)、紅色警戒(Red Alert)。由賈德‧奈爾森(Judd Nelson)聲演。
在其出現的集數中，激射也出現了，其形象非常接近在微型傳說中的外觀。

### 變形金剛：天元戰爭三部曲(Transformers: Prime Wars Trilogy)
在孩之寶在2015到2019的三波變形金剛玩具主線中，由Machinema公司製作了三部配合期主題的動畫系列，總共32集的動畫，如下表所列：
| 年分 | 標題                                                      | 集數 |
| ---- | --------------------------------------------------------- | ---- |
| 2016 | 《變形金剛：合體戰爭》(Transformers: Combiner wars)       | 12   |
| 2017 | 《變形金剛：泰坦回歸》(Transformers: Titans Return)       | 10   |
| 2018 | 《變形金剛：天元之力》(Transformers: Power of the Primes) | 10   |

在此版本中，博派和狂派的戰爭已經結束，柯博文和密卡登依照和平協議雙雙被流放，而賽博坦的統治則由議會統治，議會成員包括前狂派天王星和天鑄星(Caminus)代表烈焰夫人(Mistress Flame)，羅德則是前博派代表，被稱為「Rodimus」，港譯「洛迪文」。
此版本的洛迪文造型幾乎完全和G1動畫一致，其個性則因為擔任領袖的關係比較謹慎，已經接受柯博文的領袖矩陣。變形為和G1動畫類似的賽博坦跑車。由班‧普洛斯基(Ben Pronsky)聲演。
在合體戰爭中，在議會和天王星和烈焰夫人討論應對合體金剛的對策，並在風刃(Windblade)、柯博文、密卡登等人打算進入議會時啟動砲台應對，並最後同意授權天王星使用合和之秘(Enigma Of Combination)、讓天王星的計謀得逞。在《合體戰爭》末期被大力神(Devastator)拆下手臂，不過在《泰坦回歸》的一開始時自願放棄「Rodimus」的身分、經過身體改造後回歸成為「Hot Rod」時也修復完成。

### 變形金剛：Cyberverse(Transformers: Cyberverse)
在2018年~2020年的《變形金剛：Cyberverse》中，火棒也有出現，作為大黃蜂的朋友之一。此版本的火棒造型大致貼近G1動畫和IDW漫畫版的結合，以紅色和黃色為主、胸口有火焰的塗裝。在第三季中段因為掉進賽博坦地底的有毒沼澤而被染黑、就像在IDW故事中也曾因為悲劇而更換塗裝一樣。個性也是比較年輕熱血的，但是在第三季前期因為情勢所逼而變得比較嚴肅、甚至悲觀。特殊武裝是其手上的排氣管，可以噴出強大的火焰，變形為未來風格的賽博坦跑車。由崔維斯‧亞茲(Travis Arts)聲演。
在第一季第八集出場，和大黃蜂、急先鋒(Blurr)一起在賽博坦殖民地之一的急速星(Velocitron)上飆車，並在銹蝕病入侵後、因為急先鋒的犧牲──而成功逃脫。柯博文前往尋找火種的船員之一，在方舟缺乏能量後，和其他船員進入休眠艙，之後在方舟墜毀的情況下沉眠好幾百萬年，在第一季末大黃蜂喚醒所有船員後甦醒。在第二季成為主要角色之一，一度被狂派成員重擊(Clobber)和地獄獵人(Lockdown)抓獲，但輕鬆靠自己的實力逃脫。因為其年輕的個性而和大黃蜂、黃豹(Cheator)處得特別好。在第三季初的大戰中被吩咐重要任務，帶領大黃蜂和火種源(Allspark)守護者黃豹、在大戰進行中時、悄悄將火種源帶回賽博坦地底、回歸原位，但因為飄移(Drift)的背叛、而使火棒在和飄移戰鬥的過程中，雙雙掉進賽博坦地底的沼澤、被認為犧牲。後來在博派和狂派一起對抗昆塔莎人(Quintessons)的過程中扮演至關重要的角色，因為其是自行從沼澤中爬起，因此沒有在第一時間被昆塔莎人控制，並和僥倖逃脫的感應者(Percetor)一起試著救出其他被困在催眠幻境中的同伴，但意外救出重擊，之後三人一直努力想救出其他人，並陸續救出了博派金剛旋刃(Whirl)、狂派金剛死路(Dead End)、音波(Soundwave)，在贏得音波的尊重後，透過麥卡丹(Maccadam，當地酒吧老闆)的協助，將其他人從催眠中喚醒，並領導了反攻昆特紗人的行動。在昆塔莎人離開後換回原本的塗裝，個性也回復輕鬆的狀態。在第四季最後一集參與了對抗來自另一個宇宙的狂派、塔恩(Tarn)的作戰，並在音波自我犧牲後，在酒吧發表悼詞，並在最後柯博文決定離開時，和大黃蜂、風刃(Windblade)、影襲者(Shadow Striker)一起被柯博文託付賽博坦的未來。

## 漫畫

### 漫威漫畫(Marvel Comic)

#### Generation 1
火棒是在約莫連載中期時出現的角色，是柯博文身旁的戰士之一，之後成為了標靶戰士，搭檔為代號"Firebolt"的原子物理學教授史帕克斯(Sparks)。在漫畫後期曾先後分別跟著柯博文與鋼鎖參與宇宙大帝戰爭與Klo戰役。火棒似乎在Klo戰役的時候戰死，但隨後便藉由的力量與其他戰死的角色一起復活。
值得注意的是，火棒在美國版的G1漫畫中並沒有升級成為洛迪文。不過在英國版的部分劇情劇情中則有升級成為洛迪文馬斯至尊。

#### Generation 2
火棒是博派的主要戰力之一。其中有次柯博文回賽博坦星尋找問題的根源解答時，部隊由鋼鎖接管。由於柯博文有交代稍安勿躁，不可與帝國發生戰鬥，所以鋼鎖就一直讓大家進行模擬戰鬥，弄到最後火棒整個人跳起來，抱怨說不要浪費體力與能源在模擬戰鬥上。
隨後鋼鎖前去地球搭救柯博文時，洛迪文也是鋼鎖旁邊的戰士之一。

### 變形金剛大電影漫畫(The Transformers the Movie)
在Marvel為大電影繪畫的漫畫中，大致上和大電影一樣，不同之處是火棒並沒有像大電影一樣插手到兩大領袖的決戰中。

### IDW(2005~2019)
此版本的火棒有極其耀眼的表現。

#### 《變形金剛：獨裁》
在此刊中揭露火棒崛起的過去。他原先是賽博坦尼昂地區的人，算是當地人的領袖的身分對抗腐敗的政府，並展現了優秀的領導能力，被柯博文甚至密卡登都給予肯定。

#### 《變形金剛》(The Transformers)
在2010前後的主線刊物《變形金剛》(Transformers)中，被困在地球的博派們束手無策，心灰意冷的柯博文自願向人類投降，而其餘博派分成兩個派系，分別由火棒和大黃蜂率領。而火棒率領的派系則和由詐騙(Swindle)率領的一種狂派合作建造太空載具試圖回家，然後之後倔接露這只是個騙局，在馬格斯為了執行提爾來斯特協定逮捕詐騙時、火棒偷偷開走了馬格斯的船、並來到部分狂派受困的小行星、奪回被天王星搶走的領袖矩陣，並回到賽博坦。
回到賽博坦後、剛好遇上虛空之主(D-Void)對賽博坦的入侵、最後和雖然是格威龍手下、但更是愛國者的狂飆一同重塑了新生的賽博坦。

#### 《變形金剛：難以置信》(Transformers: More Than Meet The Eye)
在2012年後的兩份主要刊物之一的《變形金剛：難以置信》中擔綱主角。在賽博坦重塑完成之後，分到柯博文的領袖矩陣的一半、其中紀載有前往「賽托邦」的地圖，因此決定組織一艘船、前往尋找賽托邦。
在團隊聚集後、擔任飛船失落之光號(Lost Loght)的艦長，在密卡登登艦後成為聯合艦長。在此刊中口頭禪是大電影中的明台詞「直到我們萬眾一心」(Till all are one)。在後來揭露在發射之前為了讓巡弋者(Prowl)準許出航而把狂派六階執行人霸王(Overlord)帶上船，但讓飄移頂罪被逐下船，在真相曝光後發動一次重選艦長，不過還是當選，但柯博文認為他如果真的有心的話應該自行辭職。在密卡登上船後，被奪路(Get away)等其他不滿的船員發動叛變、趕下船並流放到靈魂行者的星球，並對抗狂派異端裁決處(Decepticon Justice Division，也就是俗稱的黑狗隊)。

#### 《變形金剛：失落之光》(Transformers: Lost Light)
在接續刊物《失落之光》中，將原本紅橙為主的配色換成以紫黑為主的暗色系配色，以作為對自己的警示。在前往平行宇宙的冒險後，最後在醫療星球美德力(Medari)此與失落之光號重逢，最後和奪路大戰一場，但是在擊敗對方後又把意欲自殺的奪路從失落之光號的燃燒室中救出，同時身上的紫黑色塗裝也被燒去、露出原本的橘紅黃色塗裝。
在失落之光號的航程結束後，加入雷擊(Thunderclash)的船隊，但是過得不太好。

## 真人電影系列
在缺席了前四集的電影作品、電影相關漫畫後，於2017年上映的第五作《變形金剛：最終騎士》中終於登場，但是形象和過往其他火棒相差甚巨，身體以黑色為主，臉部為橘色，個性也不像過去一樣熱血張狂，而是具有紳士風範。載具型態是一台藍寶堅尼Centenario。操着法国口音，但他并不喜欢这样说话。能够射出令时间流动减慢或停止的能量波。與大黃蜂是情同手足的戰友，共同參與第二次世界大戰。

## 逸聞
- 「Hot Rod」這個名字源於1930至1940年代風格的美國改裝車(hotrod)，火焰跟大馬力是這系列改裝車最常見的特徵。
- 火棒的車型為日本概念跑車童夢-零（英语：童夢-零）。
- 負責洛迪文人物設計的國弘高史曾說，如果他知道洛迪文是柯博文的繼承人，他會把他設計更酷一點，而不是個未來休旅車。February 2008[來源請求]
- 由於孩之寶公司失去了「Hot Rod」這項商標，因此近年來與Hot Rod相關的產品都改名為Rodimus。有時也會稱他為Rodimus Major。